# 雪の女王 (NHKアニメ)
『雪の女王 〜THE SNOW QUEEN〜』（ゆきのじょおう ザ・スノウクイーン）は、アンデルセン生誕200年（2005年4月2日）を記念して制作されたテレビアニメ作品。同名のアンデルセン童話『雪の女王』を元に構成された。2005年5月22日から2006年2月12日までNHKアニメ劇場枠（毎週日曜19時30分 - 19時55分）で放送された。全36話（製作発表時は39話予定）。2006年5月4日と5月5日（10時05分 - 11時20分）に総集編が放送された。総集編は全6話。また、2011年4月4日から5月24日まで、NHK BSプレミアムのBS深夜アニメ館にて再放送された。

## 概要
ストーリーは『雪の女王』をベースとしながら、アンデルセン童話と比較してゲルダの年齢が高めに設定されていたり、ゲルダが自分の明確な意志でカイを探し求める旅に出る、雪の女王を善意の人として描いている、などの改変がある。
また、ゲルダと旅をする吟遊詩人のラギは、アニメオリジナルのキャラクターである。
内容的には『ガンバの冒険』、『白鯨伝説』、『宝島』などの過去の出崎作品同様ロードムービー的な要素が強く、メルヘン色は薄い。終盤では「復活する魔王との戦い」をメインとしたヒロイックなストーリーも展開された。
他のアンデルセン童話の要素も数多く織り込まれている。また、アンデルセン童話を伝説として紹介した上でアニメオリジナルのストーリーが多くなっている。
トムス・エンタテインメント制作のアニメがNHKで放送されるのは『おねがい!サミアどん』以来19年ぶりとなった。

## 登場人物
雪の女王
氷の城に住む女王。オリジナルキャラクターである赤トロルと青トロルを従者としている。自分の城に飾ってあった鏡の破片が目に入ったカイを自分の城に連れ、治るまで彼の面倒を見る優しい一面を持つ一方、彼が風の化身に連れ去られた時、甲冑に身を包んで騎乗して立ち向かうという勇敢な一面を併せ持つ。
ゲルダ
幼馴染のカイが雪の女王に連れ去られたのを受け、周囲がその生存を絶望視する中、ひとり彼を探しに旅に出る。11歳。人間愛に溢れ、他人の善意と良心を信じて疑わない純粋な魂と、一度決めた信念を貫き通す心の強さを兼ね備えた少女。カイ探しの道中、宿を借りる代わりに困っている人を助け、成長していく。旅先で吟遊詩人ラギと出逢い、彼と行動を共にする。ラギとの別れ等といった茨の道の果てに氷の城でカイと再会し、十数年後結ばれる。
カイ
ゲルダの幼馴染。12歳。普段は心優しい少年だが、鏡の欠片が目に入ったのを境に性格が一変し、冷淡な少年になってしまう。それを哀れんだ雪の女王に氷の城に連れられ、ゲルダが来るまでそこで生活していた。
ラギ
オリジナルキャラクター。旅の吟遊詩人。ゲルダと行動を共にする。軍務に就き、部下を率いていた経歴があり、武芸の腕は目を見張るものがある。寡黙で無愛想だが、面倒見が良い。ゲルダと共に氷の城へ向かう途中、氷の裂け目に落ちて死んだかに見えたが、実は生きており、氷の城で彼女と再会した。雪の女王と面識があり、何故自分の部下を見殺しにしたのか彼女に問い直し、助けようとしたが既に手遅れで自分だけしか息がなかったという真実を知った後、氷の城を後にし、ゲルダに別れを告げて去る。

## 声の出演
- 雪の女王 - 涼風真世
- ゲルダ - 川澄綾子
- カイ / 春の国の王子 - 夏樹リオ
- カール（カイの父） - 髙嶋政宏
- ニナ（カイの母） - 日髙のり子
- ヨハンネ（カイの妹） - 城雅子
- マティルデ（ゲルダの祖母） - 翠準子
- 赤トロル（女王の侍従） - 後藤哲夫
- 青トロル（女王の侍従） - 鈴木琢磨
- アザラシ（カイのペット） - 佐久間レイ
- アモール（ラギの飼猿） - 長沢美樹
- 風の化身 / 愚か者 / 魔王 - 大塚明夫
- ラギ（吟遊詩人）、語り - 仲村トオル

### ゲスト
- 村人 - 仲野裕、相沢正輝、大西健晴（第1話）
- 子ども - 西村朋紘、有島モユ、青山桐子、相橋愛子（第1話）
- 洗濯屋の男 - 星野充昭（第2話）
- 洗濯する女 - 真山亜子、村上はるみ（第2，3話）
- 男の子 - 西村朋紘（第3話）
- 街の男 - 宝亀克寿（第4話）
- マスター - 小林和矢（第4話）
- よっぱらい - 二又一成（第4話）
- カスパ - 井上順（第5話）
- ソアン - 宮本充（第5話）
- アゥネーテ - 三石琴乃（第5話）
- ピエロ - 坂口候一（第5話）
- パン屋 - 河相智哉（第5話）
- 魚屋 - 橘U子（第5話）
- 子ども - 青山桐子（第5話）
- トーマス - たてかべ和也（第6話）
- アーニャ - 勝生真沙子（第6話）
- リーネ - 仲尾あずさ（第6話）
- パブの女主人 - 梅田貴公美（第6話）
- グロブ王 - 家中宏（第7話）
- オリーネ - 鶴ひろみ（第7話）
- 大臣 - 相沢正輝（第7話）
- 家来 - 桐本琢也（第7話）
- 商人 - 西凛太朗（第7話）
- 街の人 - 田中完（第7話）
- 旅の女 - 東さおり（第7話）
- 兵 - 酒井敬幸、逢坂力（第7話）
- 魔法使い - 池内淳子（第8，9話）
- ネズミ - 中尾隆聖（第8，9話）
- 川の精 - 島本須美（第8，9話）
- バラの精 - 潘恵子（第8，9話）
- スズの兵隊 - 志村知幸、園部啓一（第8，9話）
- クラウス - 水谷優子（第10話）
- クラウスの父（仕立て屋） - 松本保典（第10話）
- クラウスの母 - 伊藤美紀（第10話）
- 警官 - 横尾博之、四宮豪（第10話）
- 花屋 - 加藤木賢志（第10話）
- イーダ - すずき紀子（第10話）
- 亭主 - 高橋良吉（第10話）
- 街の人 - 小伏伸之（第10話）
- カーレン - 小林沙苗（第11話）
- オルセン（カーレンの父/家具職人）- 宗矢樹頼（第11話）
- フリーズ伯爵夫人（街の富豪）- 高島雅羅（第11話）
- イエンス（カーレンの次弟）- 木内レイコ（第11話）
- オルガ（カーレンの三弟）- 浅井清己（第11話）
- レネ（カーレンの次妹）- 青山桐子（第11話）
- エッダ - 磯西真喜（第11話）
- 靴屋 - 後藤哲夫（第11話）
- 伯爵夫人の従者 - 鈴木琢磨（第11話）
- 上流階級の少女 - 夏樹リオ（第11話）
- 男 - 宮島史年（第11話）
- ダニエル（ロクロ職人） - 田村亮（第12話）
- ペーター（ダニエルの息子） - 山口勝平（第12話）
- 傘屋のおやじ - 麦人（第12話）
- 女の子 - 大谷育江、相橋愛子、小橋知子
- 男の子 - 城雅子
- 猟師 - 大川透（第13話）
- 客 - 滝知史（第13話）
- 男 - 白熊寛嗣（第13話）
- マティアス - 池田勝（第14話）
- エマ - 堀越真己（第14話）
- 山賊親分 - 郷里大輔（第14話）
- 子分 - 鈴木琢磨（第14話）
- 船員 - 石野竜三（第14話）
- 男 - 平野俊隆（第14話）
- ハンス・アレキサンドル・ホルム（発明家） - 関口知宏（第15、16、22、24、36話）
- 長老 - 大竹宏（第15話）
- ウェイトレス - 城雅子（第15話）
- 村人 - 伊藤栄次（第15話）
- ヴィロム親方 - 玄田哲章（第16、26話）
- ヴィロムの息子 - 川島得愛（第16、26話）
- 鉱夫 - 後藤哲夫、鈴木琢磨（第16話）
- 店主 - 小形満（第16話）
- 牧師 - 三浦博和（第16話）
- ヘレーネ - こだま愛（第17話）
- ラスムス - 雪野五月（第17話）
- マーレン - 定岡小百合（第17話）
- ラスムスの父 - 堀内賢雄（第17話）
- 女たち - 前田敏子、夏樹リオ、城雅子（第17話）
- 医者 - 鈴木琢磨（第17話）
- ルービン船長 - 田中健（第18話）
- 船員 - 大木民夫、沢木郁也、内藤玲（第18話）
- パルメ - 中村秀利（第18話）
- マリア - 大谷育江（第19話）
- おばあちゃん（マリアの祖母） - 京田尚子（第19話）
- 家主 - 後藤哲夫（第19話）
- 宿屋こけもも亭主人 - 麻生智久（第19話）
- 街の男 - 鈴木琢磨（第19話）
- 修道女 - 夏樹リオ（第19話）
- 少年 - 城雅子（第19話）
- 子ども - 笠原拓巳、川崎樹音（てれび戦士（当時））[1]（第19話）
- クリスティーネ - 渕崎ゆり子（第21話）
- イエッペ - 志村知幸（第21話）
- パーテル - 高橋直純（第21話）
- おばあちゃん - 野沢雅子（第21話）
- フレディ - 内田直哉（第22話）
- アメリア - 篠原恵美（第22話）
- エリック - 坂本千夏（第22話）
- 団員 - 鈴木琢磨（第22話）
- リリー（人魚姫） - かないみか（第24話）
- 魔女 - 村上はるみ（第24話）
- 荷車のおじさん - 後藤哲夫（第24話）
- 街の男 - 鈴木琢磨（第24話）
- 街の女 - 城雅子（第24話）
- アルフレッド王 - 錦織一清（第25話）
- アウネス王妃 - 佐久間レイ（第25話）
- 兄王 - 星野充昭（第25話）
- 司祭 - 成田剣（第25話）
- 兵士 - 鈴木琢磨（第25話）
- 長老トロル - 立木文彦（第26話）
- 巨人ホルガー - 麦人（第26話）
- モーリー - 矢尾一樹（第28話）
- ローシー- 有島モユ（第28話）
- 春の国の王女- 城雅子（第28話）
- 警備隊長- 宝亀克寿（第28話）
- 王子候補- 後藤哲夫（第28話）
- 兵士- 鈴木琢磨（第28話）
- べー（トナカイ） - 菅原文太（第29～31、36話）
- アマンダ（山賊の女頭目） - 草笛光子（第29～31話）
- フリーダ（山賊の娘） - 横山智佐（第29～31、36話）
- ガイオン（別な山賊一味の頭目） - 内海賢二（第29～31話）
- ギルバート - 川田紳司（第29～31話）
- アマンダの子分 - 田中完（第29～31話）、後藤哲夫（第29話）、下山吉光（第29話）
- ガイオンの子分 - 鈴木琢磨（第29～31話）、後藤哲夫（第30、31話）、下山吉光（第30、31話）
- 白熊- 阪脩（第31話）
- 医者- 桐本琢也（第31話）
- 賢者 - 川原亜矢子（第32話）
- 風使い - 小原乃梨子（第32話）
- トナカイ - 鈴木琢磨（第32話）
- ゲルダの父 - 中村大樹（第33話）
- ゲルダの母 - 河原木志穂（第33話）

### 配役の序列
川澄綾子が声を演じたゲルダは、雪の女王に次ぐ準主人公であったが、新聞の番組表に川澄の名前が載ったことは一度もなかった。載っていたのは高嶋政宏や仲村トオル、あるいはゲストの芸能人の名前で、監督の出崎統の名前が載ったこともある。また、新聞欄や雑誌のキャスト欄では、NHKの見解としては涼風真世は主演なので筆頭で載るのは当然としている。

## スタッフ
- 監督 - 出崎統
- 監督補 - 矢野篤
- シリーズ構成 - 十川誠志
- 時代考証 - 舛田啓介
- キャラクターデザイン - 杉野昭夫
- 美術監督 - 河野次郎
- 色彩設計 - 伊藤純子
- 撮影監督 - 白尾仁志
- 音楽監督 - 鈴木清司
- 音楽 - 千住明
- 現像 - 東京現像所
- 音響監督 - 山田知明
- アニメーションプロデューサー - 宮本秀晃
- アニメーション制作 - トムス・エンタテインメント
- 共同制作 - NHKエンタープライズ
- 制作・著作 - NHK

## 主題歌
オープニングテーマ - 「スノーダイヤモンド」
作曲・編曲 - 千住明 / バイオリン演奏 - 千住真理子
エンディングテーマ - 「大好きな君に」
作詞・作曲・歌 - 小田和正

### 挿入歌
「ホワイト・アンド・ブルー」
作詞 - 津島健太 / 作曲・編曲 - 千住明 / 歌 - 涼風真世
「夢であえるね」
作詞 - 津島健太 / 作曲・編曲 - 千住明 / 歌 - 川澄綾子

## 各話リスト
| 話数   | サブタイトル       | 脚本       | 絵コンテ          | 演出       | 作画監督       | 放送日         |
| ------ | ------------------ | ---------- | ----------------- | ---------- | -------------- | -------------- |
| 第1話  | ゲルダとカイ       | 十川誠志   | 出崎統            | 矢野篤     | 八崎健二       | 2005年 5月22日 |
| 第2話  | オーロラの街       | 十川誠志   | 出崎統            | 高橋滋春   | 鈴木伸一       | 5月29日        |
| 第3話  | 鏡のかけら         | 十川誠志   | 出崎統            | 山崎友正   | 大河内忍       | 6月5日         |
| 第4話  | 旅立ち             | 十川誠志   | 出崎統            | 濁川敦     | 斎藤浩信       | 6月12日        |
| 第5話  | はじめての道       | 富田祐弘   | 出崎統            | 矢野篤     | 立中順平       | 6月19日        |
| 第6話  | えんどう豆と少女   | 島田満     | 出崎統            | 熨斗谷充孝 | 小林ゆかり     | 6月26日        |
| 第7話  | 悪い王様           | 中村誠     | 出崎統            | 鏑木ひろ   | 八崎健二       | 7月3日         |
| 第8話  | 花園の魔法使い     | 十川誠志   | 出崎統            | 山崎友正   | 大河内忍       | 7月10日        |
| 第9話  | バラの妖精         | 十川誠志   | 出崎統            | 岡崎幸男   | 鈴木伸一       | 7月17日        |
| 第10話 | クラウスの夢       | 富田祐弘   | 出崎統            | 濁川敦     | 斎藤浩信       | 7月24日        |
| 第11話 | 赤い靴             | 島田満     | 出崎統 四分一節子 | 熨斗谷充孝 | 小林ゆかり     | 7月31日        |
| 第12話 | 幸運の梨の木       | 十川誠志   | 出崎統 矢野篤     | 矢野篤     | をがわいちろを | 8月7日         |
| 第13話 | 白い馬車           | 十川誠志   | 出崎統            | 鏑木ひろ   | 八崎健二       | 8月14日        |
| 第14話 | 道づれ             | 中村誠     | 出崎統            | 山崎友正   | 大河内忍       | 8月21日        |
| 第15話 | ハンスの挑戦       | 富田祐弘   | 出崎統            | 岡崎幸男   | 村上勉         | 8月28日        |
| 第16話 | 吟遊詩人ラギ       | 十川誠志   | 出崎統            | 濁川敦     | 斎藤浩信       | 9月4日         |
| 第17話 | あの女はろくでなし | 金春智子   | 出崎統            | 矢野篤     | 望月謙         | 9月18日        |
| 第18話 | 氷の海へ           | 島田満     | 出崎統            | 鏑木ひろ   | 八崎健二       | 9月25日        |
| 第19話 | マッチ売りの少女   | 富田祐弘   | 出崎統            | 榎本守     | 小林ゆかり     | 10月2日        |
| 第20話 | カイへの手紙       | （総集編） | （総集編）        | （総集編） | （総集編）     | 10月9日        |
| 第21話 | ３つのくるみ       | 十川誠志   | 出崎統            | 山崎友正   | 大河内忍       | 10月16日       |
| 第22話 | サーカスの奇跡     | 中村誠     | 出崎統            | 濁川敦     | 清水義治       | 10月23日       |
| 第23話 | パラダイスの園     | 十川誠志   | 出崎統            | 岡崎幸男   | 清水恵蔵       | 10月30日       |
| 第24話 | 月夜の人魚姫       | 金春智子   | 出崎統            | 本多康之   | 望月謙         | 11月6日        |
| 第25話 | 王家の鍵           | 島田満     | 出崎統            | 鏑木ひろ   | 八崎健二       | 11月13日       |
| 第26話 | ホルガー伝説       | 十川誠志   | 出崎統            | 熨斗谷充孝 | 小林ゆかり     | 11月20日       |
| 第27話 | 大氷河の危機       | 十川誠志   | 出崎統            | 濁川敦     | 斎藤浩信       | 11月27日       |
| 第28話 | 不思議なカラス     | 富田祐弘   | 出崎統            | 山崎友正   | 大河内忍       | 12月4日        |
| 第29話 | 山賊の娘           | 中村誠     | 出崎統            | 岡崎幸男   | 清水恵蔵       | 12月11日       |
| 第30話 | 山賊の掟           | 島田満     | 出崎統            | 本多康之   | 望月謙         | 12月18日       |
| 第31話 | 山賊の絆           | 島田満     | 出崎統            | 鏑木ひろ   | 八崎健二       | 2006年 1月8日  |
| 第32話 | 賢者と風使い       | 金春智子   | 出崎統            | 前島健一   | 湖川友謙       | 1月15日        |
| 第33話 | 氷の城             | 十川誠志   | 出崎統            | 山崎友正   | 大河内忍       | 1月22日        |
| 第34話 | ラギの復活         | 中村誠     | 出崎統            | 岡崎幸男   | 清水恵蔵       | 1月29日        |
| 第35話 | 迫る魔王           | 十川誠志   | 出崎統            | 濁川敦     | 斎藤浩信       | 2月5日         |
| 第36話 | 故郷へ             | 十川誠志   | 出崎統            | 矢野篤     | 八崎健二       | 2月12日        |

## 総集編サブタイトル
- 第1話 鏡のかけら
- 第2話 旅のはじまり
- 第3話 新しい仲間
- 第4話 オーロラの下で
- 第5話 悲しみをこえて
- 第6話 ふたりのバラ

## 関連書籍
- NHKアニメ劇場 雪の女王 （文：中村誠）NHK出版
  - 鏡のかけら 2005年10月8日発行 ISBN 4-14-036097-6
  - 氷の城へ 2006年3月16日発行 ISBN 4-14-036098-4
- 雪の女王／ピアノ・ソロ・アルバム ドレミ楽譜出版社 2006年1月30日発行

## 脚註
1. ↑  いずれも『天才てれびくんMAX』からの特別出演。
2. ↑  だが、作中3話目の最後のセリフ（ラギ：仲村トオル）で、「この物語の主人公・ゲルダ」と明言している。